# صاریغ چهارچشم خاکستری
صاریغ چهارچشم خاکستری (نام علمی: Philander opossum) نام یک گونه از سرده صاریغ‌های چهارچشم است.